# Ejaculació femenina
Ejaculació femenina es refereix a l'expulsió de quantitats notòries de líquid transparent per part de les dones des de la glàndula de Skene i/o la uretra durant l'orgasme. L'origen exacte del fluid és discutit, amb tot i que alguns investigadors creuen que prové de la glàndula de Skene.

## Relació amb la incontinència urinària
Durant bona part del segle xx hi hagué controvèrsia sobre si l'efecte existia realment i en la història més recent hi ha hagut confusió entre ejaculació femenina i la incontinència urinària.
De totes maneres, els estudis científics a partir dels vuitanta han demostrat que es produeix una substància que és diferent de l'orina, tot i compartir diverses qualitats com l'alcalinitat.

## Estimulació sexual
Segons alguns, l'ejaculació femenina s'aconsegueix majoritàriament per l'estimulació de l'esponja uretral (de vegades identificada com el punt G), una àrea suposadament a prop del davant de la paret vaginal.

## Discussió històrica i científica
L'ejaculació femenina ha estat objecte de debat en la literatura anatòmica, mèdica i biològica des de l'antiguitat clàssica. El filòsof grec Aristòtil mencionà l'existència de l'ejaculació femenina
i el físic romà Galè (segle ii), descrigué la "pròstata femenina". L'anatomista del renaixement italià Renaldus Columbus es referí a l'ejaculació femenina en la seva explicació de la funció del clítoris. Al segle xvii, l'anatomista holandès Regnier de Graaf escrigué un llibre sobre l'anatomia femenina i parlà del fluid femení.

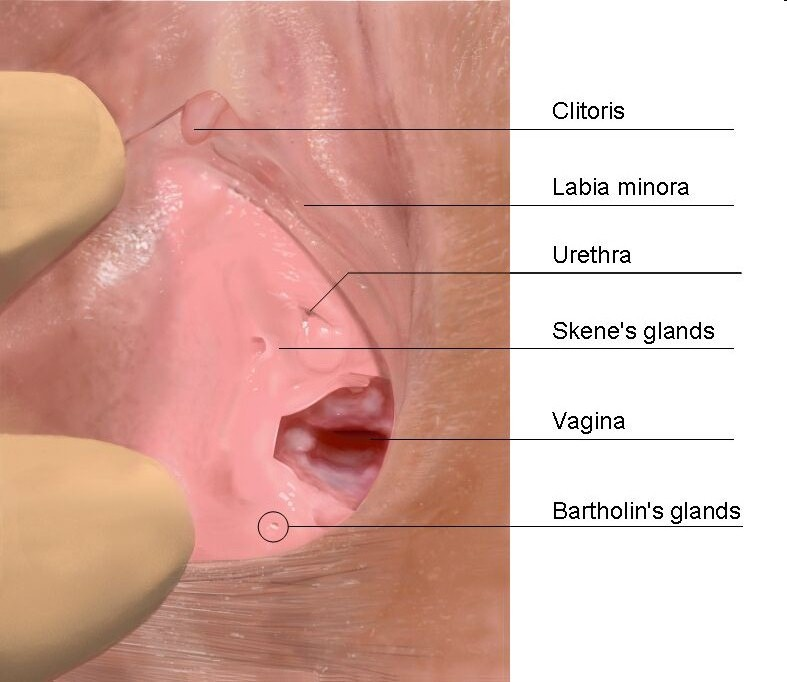
Els investigadors creuen que l'ejaculació femenina és originada per la glàndula de Skene

### Primeres investigacions
Fins als anys 1980 l'ejaculació femenina fou ignorada per la comunitat mèdica. Per aquells anys, però, el temà resorgí amb el popular llibre "The G-Spot", escrit per Ladas, Whipple i Perry. El llibre no només recolzava la validesa del Punt G, sinó que a més portà l'ejaculació femenina a la primera línia de la salut sexual de les dones dins de la comunitat mèdica.

### Manca de coneixement
Mentre molts en les comunitats mèdiques i científiques són ara conscients de l'existència de l'ejaculació femenina, encara resta un gran buit quan provem d'atansar-nos a l'explicació de dades sòlides:
- El procés de l'ejaculació en les femelles.
- La font del fluid.

### Naturalesa del fluid
En Beverly Whipple, John Perry, Gary Schubach, Milan Zaviacic i Cabello Santamaria han realitzat estudis sobre la naturalesa del fluid, però les seves troballes han estat molt limitades. Mentre que la informació actual no ofereix cap informació sòlida sobre l'origen del fluid, anàlisis químiques han revelat que mentre que de vegades conté almenys una part d'orina, sovint conté indicadors químics propis de la pròstata (tant d'home com de dona).
Les darreres investigacions indiquen la possibilitat que totes les dones produeixin ejaculació femenina, amb tot i que no en siguin conscients:
- El fluid no és orina, és un líquid alcalí segregat per les glàndules parauretrals.
- Les glàndules parauretrals produeixen una enzim anomenat àcid prostàtic fosfatasa, a més de l'antigen específic de la pròstata.[6][7][8][9][10]
- La glàndula de Skene també produeix la proteïna humana Nº1, una característica que formalment es creia exclusiva de la pròstata masculina.[11]

Els estudis han trobat que:
- entre el 54-60% de les dones han experimentat l'emissió de fluid durant l'orgasme,
- un 6% declara que ejacula regularment de forma enèrgica, i
- un 13% més manifesta que ho han fet molt rarament.[12][1]

El Dr. Schubach creu que "la majoria de dones, l'aclaparadora majoria de les dones" són capaces d'ejacular si s'entrenen adientment.

## Recerca
S'han dut a terme tot un seguit d'estudis sobre el fluid segregat durant l'ejaculació femenina per determinar la composició química. Mitjançant l'anàlisi química s'ha trobat que el fluid expel·lit conté:
- glucosa (sucre natural) i fructosa (un altre sucre natural, també trobat al fluid prostàtic del semen)
- antigen específic de la pròstata, una proteïna de l'ejaculació masculina produïda per la glàndula de la pròstata, i en les femelles, suposadament generada per la glàndula de Skene
- nivells molt baixos de creatinina i urea (els dos principals indicadors químics d'orina, trobats en nivells alts a les anàlisis d'orina pre i post ejaculatoris).[14]

El 1988, Milan Zaviacic, cap de l'institut de Patologia, Comenius University Bratislava, publicà un estudi de cinc dones que eren pacients al departament de fertilitat de l'hospital de ginecologia i obstetrícia. Totes les mostres d'una de les participants i una de quatre mostres d'una segona participant es recolliren al laboratori, la resta fou recollida a les cases i transportades amb gel al laboratori.
En quatre dels cinc casos les mostres s'analitzaren tres hores després de la seva captació, essent l'excepció el cinquè cas, mostres del qual s'analitzaren tres mesos després. Els resultats en tots els cinc casos mostrà una concentració de fructosa superior a la mostra d'ejaculació que a la d'orina.
Segons uns estudis realitzats pel doctor Paulo Carvalho Fez Barroso, de l'Universidade de São Paulo, una explicació versemblant del fenomen era que l'ejaculació femenina conté fonts energètiques importants, com són la glucosa i la fructosa, per incrementar els recursos alimentaris del semen, i així augmentar la probabilitat de fertilització de la dona.
El 1997, el Doctor F. Cabello Santamaría, analitzà orina per l'antigen prostàtic específic usant l'assaig "Microparticle Enzyme Immunoassay" i trobà que el 75 percent de les mostres analitzades contenien una concentració de l'antigen prostàtic específic en les mostres d'orina post-orgasme que no era present en les mostres d'orina preorgasme. El fluid captat al moment de l'orgasme (diferent de les mostres d'orina) mostrà la presència de l'antigen prostàtic específic en el 100% de les mostres.
El 2002, Emanuele Jannini de L'Aquila University, a Itàlia, oferí una explicació d'aquest fenomen, així com de les freqüents negacions de la seva existència:
Les obertures de la glàndula de Skene són normalment de la mida d'un forat d'agulla, i varien d'una a altra dona fins al punt que desapareixen completament per a algunes dones. Si les glàndules de Skene són la causa de l'ejaculació femenina, això explicaria l'absència observada d'aquest fenomen en moltes dones.
El 2007, investigadors de l'Hospital d'Urologia Rudolfstiftung, a Viena, realitzaren una uretroscòpia i un ultrasó d'alta resolució a dues dones premenopàusiques que van manifestar ejaculació orgàsmica. Van confirmar teixit glandular difós al voltant de l'extensió de la uretra femenina amb una obertura mitjana del conducte a la posició de 6 en punt just dins del meatus de la uretra. Les anàlisis bioquímiques de mostres d'ejaculació femenina resultaren consistents amb secrecions prostàtiques, però no orina.

## En societat

### Contradiccions mèdiques
La desinformació sobre l'ejaculació femenina pot dur a la no diagnosi de condicions mèdiques subjacents o a diagnosis errònies on no existeix cap condició mèdica.
Estudis actuals verifiquen que l'ejaculació femenina surt a través de la uretra, tot i que molts continuen creient que el fluid deixa el cos a través de la vagina. Tanmateix, l'expulsió de grans quantitats de fluid per la vagina s'anomena supuració vaginal profusa, i pot respondre a diverses causes:
- infecció o malaltia de transmissió sexual - present amb els símptomes típics com picor o ferum;

- infecció de transmissió sexual com la Trichomonas vaginalis que sovint es presenta sense els símptomes típics;[18] o

- supuració fisiològica - una quantitat abundant de supuració sense un trastorn mèdic subjacent.

Per aquesta raó és important que qualsevol dona que experimenti quantitats anormals de supuració vaginal es faci fer una examinació física a fi de trobar les condicions mèdiques subjacents.
En altres casos, les dones que no estiguin completament educades sobre l'ejaculació femenina, poden concloure que pateixen d'incontinència d'estrès urinari i buscar la intervenció mèdica. El tractament de la incontinència d'estrès urinari pot incloure l'ús de fàrmacs o cirurgia, ambdós innecessaris i perillosos si la causa del degoteig de fluid és l'ejaculació femenina.